# Thomas Bray (cónego)
Thomas Bray DD (21 de março de 1706 - 28 de março de 1785) foi um cónego de Windsor de 1776-1785.

## Carreira
Ele foi educado no Exeter College, Oxford graduando-se BA em 1729, Fellow em 1731, MA em 1732, BD em 1743 e DD em 1758.
Em 1754, ele participou ativamente da eleição de Oxfordshire, que resultou na nomeação de Lord Macclesfield para a Reitoria de Bixband.
Ele foi nomeado:
- Reitor de Bixband 1754
- Reitor do Exeter College, Oxford 1771
- Deão de Raphoe 1777
- Reitor de Dunsfold 1776
- Reitor do Exeter College, Oxford 1771-1785

Ele foi nomeado para a terceira bancada na Capela de São Jorge, Castelo de Windsor em 1776, posição que ocupou até 1785.